# Saratovská vodní elektrárna
Saratovská vodní elektrárna (rusky Саратовская ГЭС) je vodní dílo na řece Volha. Je součástí Volžsko-kamské kaskády.

## Všeobecné informace
Stavba byla realizována v letech 1956 až 1970. Zadržením vody vznikla Saratovská přehradní nádrž.
Zemní sypaná hráz o délce 1 260 m spojuje levý břeh s přírodním ostrovem, pravobřežní koryto řeky zadrželo řeku v celé šířce budovou elektrárny. Podle vzoru Dolnosvirské vodní elektrárny bylo těleso budovy vodní elektrárny použito jako součást přehradní hráze. Délka budovy elektrárny 1 127 m je největší v Rusku. Kromě hydroenergetických bloků obsahuje i přelivový systém pro celkový převod deseti tisícileté povodně o hodnotě 75 497 m³ / s.
Dvoukomorový zdymadlový systém byl vybudován na levém ramenu Volhy.
Pro spád v rozmezí 9,7 až 11,4 m bylo instalováno 7 vertikálních Kaplanových turbín turbín o hltnosti 806 m3 / s a 14 turbín o hltnosti 705 m3 / s. Soubor soustrojí doplnily dvě horizontální Kaplanovy turbíny s dvojitou regulací o hltnosti 540 m3 / s a jedna o hltnosti 100 m3 / s. Celkový instalovaný výkon v době uvedení do provozu byl 1405 MW.
| 2006  | 2007  | 2008   | 2009  | 2010  | 2011  | 2012  | 2013  | 2014  | 2015  | 2016  | 2017  | 2018 |
| ----- | ----- | ------ | ----- | ----- | ----- | ----- | ----- | ----- | ----- | ----- | ----- | ---- |
| 5 468 | 6 226 | 5 7434 | 5 814 | 5 210 | 5 296 | 5 681 | 6 001 | 5 599 | 5 560 | 5 512 | 6 855 | 6344 |

Prudký nárůst výroby v roce 2017 byl umožněn jednak optimálním zpracováním ploché jarní povodňové vlny, především však jako důsledek modernizace v rámci rusko-rakouského projektu společnosti RusHydro ve spolupráci firmou Voith.
Od elektrárny se odvíjí sedm tratí o napětí 220 kV a dvě o napětí 500 kV.

## Historie vodního díla
Projekt výstavby byl schválen 16. listopadu 1947. K založení základů suché jámy došlo až v říjnu 1950. Během prvních výkopových prací byl zjištěn rozpor mezi projektem a skutečností v geologické stavbě podloží. Pokládka betonu byla započata 22. ledna 1953 a ve stejném roce začaly práce na budování zdymadlové soustavy. Koryto Volhy bylo slavnostně přehrazeno 24. srpna 1955 během deseti hodin. Saratovská přehradní nádrž byla zaplněna 25. října 1955.
21. prosince 1959 dosáhl výkon elektrárny 520 MW a 29. listopadu 1961 byla stanice zařazena do plného provozu.

## Současnost
Od počátku svého vzniku slouží elektrárna jako laboratoř pro zpracování vysokých průtoků při malých spádech a získané poznatky jsou základem pro vývoj horizontálních turbín s vícenásobnou regulací o výkonech přes 100 MW. Od roku 2016 probíhá ve spolupráci s rakouskou firmou Voith rekonstrukce zastaralých zařízení s předpokládaným navýšením stávajícího výkonu o 23% a dosažení celkového výkonu 1 505 MW.